# (16147) Jeanli
(16147) Jeanli (1999 XL175) – planetoida z pasa głównego asteroid okrążająca Słońce w ciągu 3,45 lat w średniej odległości 2,28 j.a. Odkryta 10 grudnia 1999 roku.